# Об этом не знает никто
«Об этом не знает никто» (дат. Det som ingen ved) — фильм 2008 года режиссёра Сорена Краг-Якобсена, политический триллер; производство Дании при участии Швеции.
На широком экране в России картина впервые была показана в июне 2008 года в рамках XXX Московского международного кинофестиваля (программа «Отражения»). В российский прокат фильм не выходил.
Рейтинг фильма в базе данных Internet Movie Database по состоянию на 13 декабря 2010 года составлял 6,2.

## Сюжет
Дания начала 2000-х годов. Томасу 45 лет, он зарабатывает деньги, давая в школах кукольные спектакли и исполняя детские песенки собственного сочинения. Давно, ещё в конце 1970-х годов, его подружка погибла во время пожара, но от её гибели он не может отойти до сих пор. Неожиданно при странных обстоятельствах гибнет его сестра Шарлотта и он, не особо того желая, начинает расследование. Выясняется, что есть ещё чему гнить в Датском королевстве, что их отец — совсем не тот, кем он выглядел в глазах своих детей все эти годы, что он принимал участие в разработке для разведки бактериологического оружия, причём об этой секретной программе не было известно даже правительству страны. Шарлотта пыталась выяснить подробности жизни своего отца и поплатилась за это жизнью. Когда же у Томаса пропадает дочь, он вместе с Урсулой, подругой Шарлотты, начинает активные действия, и «события опрокидывают его промозглое, во вкусе датской „Догмы“, существование в широкоэкранный семидесятнический триллер а-ля „Три дня Кондора“, с … полицейскими сиренами у ночной реки, туманным заговором, слежкой под рядами голых деревьев, хмурыми откровениями и финальными титрами на фоне коллажа из реальных видеоматериалов спецслужб».

## В ролях
- Андерс В. Бертельсен[дат.] — Томас Делауран
- Мария Бонневи — Урсула, подруга Шарлотты
- Гита Нёрбю — Ингрид, мать Томаса
- Хеннинг Йенсен[дат.] — Ланг-Эрихсен
- Ларс Миккельсен — Марк, отец Томаса
- Соня Рихтер — Шарлотта, сестра Томаса
- Аманда Оомс